# John Manners (político)

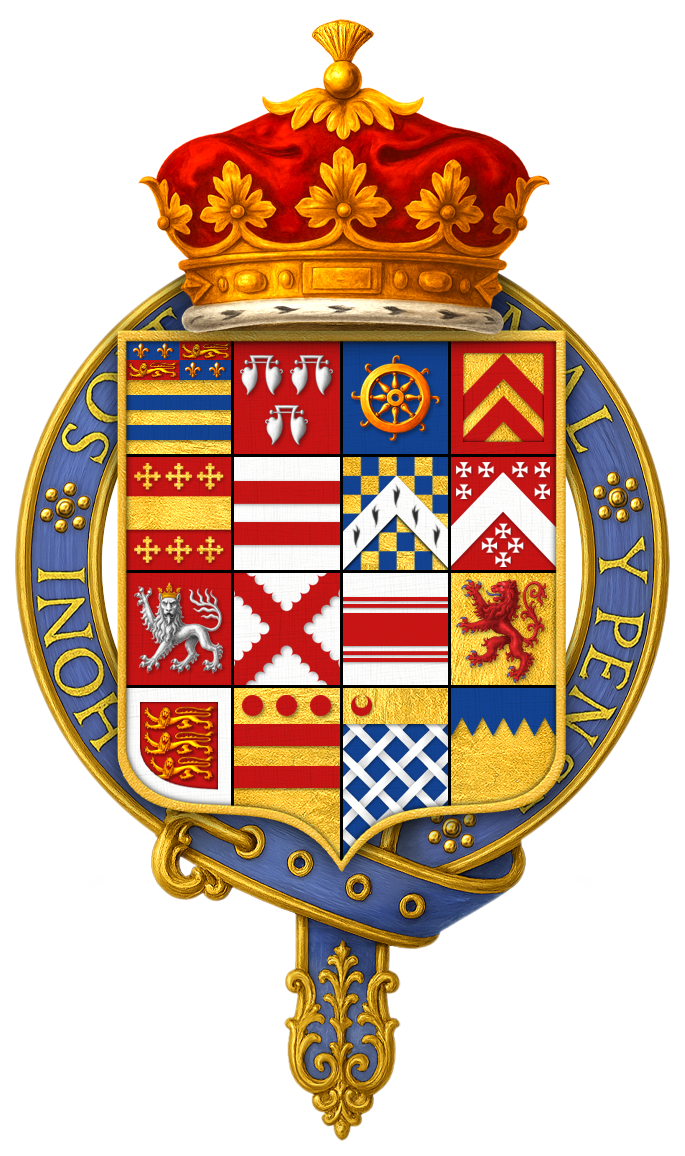
Escudo de armas cuartelado de John Manners, segundo duque de Rutland, KG

John Manners, segundo duque de Rutland KG (18 de septiembre de 1676 - 22 de febrero de 1721), anteriormente lord Roos (e 1679 a 1703) y marqués de Granby (1703 a 1711), fue un político Whig británico que ocupó un escaño en la Cámara de los Comunes inglesa y británica desde 1701 hasta 1711, cuando accedió al título nobiliario como duque de Rutland .

## Primeros años
Manners era hijo de John Manners, primer duque de Rutland y su tercera esposa Catherine Wriothesley Noel, hija de Baptist Noel, tercer vizconde Campden.

## Carrera
Manners fue elegido miembro Whig del Parlamento por Derbyshire en las primeras elecciones generales de 1701. Fue elegido diputado por Leicestershire en las segundas elecciones generales de 1701. En las elecciones generales inglesas de 1705 fue elegido diputado por Grantham. Fue comisionado para la Unión con Escocia en 1706. Fue elegido nuevamente diputado por Grantham en las elecciones generales británicas de 1708. En las elecciones generales británicas de 1710, fue elegido diputado por Leicestershire y Grantham. Sucedió a su padre como duque de Rutland el 10 de enero de 1711 y dejó su escaño en la Cámara de los Comunes, sin haber decidido cuál escoger. Fue lord teniente de Rutland de 1712 a 1715 y lord teniente de Leicestershire de 1714 a 1721. En 1714 fue nombrado caballero de la Jarretera.

## Descendencia
Manners se casó, en primera instancia, con Catherine Russell, hija de William Russell, Lord Russell y Lady Rachel Wriothesley, el 23 de agosto de 1693. Tuvieron nueve hijos:
- John Manners, tercer duque de Rutland (1696-1779), que se casó con Bridget Sutton, tuvieron descendencia
- William Manners (1697-1772), que se casó con Corbetta Smyth, tuvieron descendencia
- Modales de Lord Edward
- Thomas Manners (fallecido en 1723)
- Los modales de Lord Wriothesley
- Catherine Manners (fallecida el 18 de febrero de 1780), que se casó el 29 de octubre de 1726 con Henry Pelham, tuvieron descendencia
- Elizabeth Manners (1709 – 22 de marzo de 1730), que se casó con John Monckton, primer vizconde de Galway, tuvieron descendencia
- Rachel Manners (fallecida en 1723 aproximadamente)
- Frances Manners, que se casó con el Richard Arundell, hijo de John Arundell, segundo barón Arundell de Trerice.

Manners sucedió a su padre como duque de Rutland el 10 de enero de 1711.  Unos meses después, murió su esposa.  
Se casó, en segundas nupcias, con Lucy Sherard, hija de Bennet Sherard, segundo barón Sherard, el 1 de enero de 1713. Entre sus hijos se encontraban:
- Sherard Manners (c. 1713 – 13 de enero de 1742), que se convirtió en diputado por Tavistock
- James Manners (1720 – 1 de noviembre de 1790)
- George Manners (fallecido en diciembre de 1721)
- Caroline Manners (fallecida el 10 de noviembre de 1769), que se casó el 2 de octubre de 1734 con Henry Harpur, quinto baronet (fallecido en 1748), tuvieron descendencia; se casó en segundas nupcias, el 17 de julio de 1753, con Robert Burdett, cuarto baronet (fallecido en 1797).
- Lucy Manners (c. 1717 – 18 de junio de 1788), que se casó el 28 de octubre de 1742, en Londres, con William Graham, segundo duque de Montrose, tuvieron descendencia
- Robert Manners (c. 1721 – 31 de mayo de 1782), que se casó el 1 de enero de 1756 con Mary Digges, tuvieron descendencia
- Henry Manners (fallecido en 1745)
- Charles Manners (fallecido en 1761)